# Неоплатонизм
Неоплатони́зм — синкретическое философско-религиозное учение, появившееся в результате деятельности античного философа Плотина, написавшего свои философские работы в 245 году н. э., которые учат интерпретациям философии и теологии Платона, расширяя средний платонизм, развившийся в промежутке веков между классическим платонизмом и неоплатонизмом. Термин неоплатонизм происходит из трудов германских учёных XVIII и XIX веков, которые хотели систематизировать историю по именуемым периодам.
Неоплатонизм был основан в 245 году н. э. египетским философом Плотином, когда он переехал из Александрии в Рим и основал школу, где преподавал интерпретацию философии Платона до 270 года н. э. После Плотина в истории неоплатонизма было три отдельных периода: работа его ученика Порфирия, который продолжал развитие идей Плотина в Риме до самой своей смерти в 305 году н. э.; деятельность Ямвлиха, который позже преподавал неоплатонизм в Сирии, пока не умер около 330 года н. э.; и период с V по VI века, когда процветали академии в Александрии и Афинах.
В середине IV века неоплатонизм быстро превратился в религию хорошо образованного меньшинства, а в ноябре 361 года н. э. был провозглашён римским императором неоплатоник Юлиан. К 415 году н. э. философ-неоплатоник Гипатия была известной сторонницей и преподавательницей данной концепции в Александрии в течение почти 35 лет, а в Афинах в начале V века философ-неоплатоник Плутарх Афинский стал главой Платоновской академии в Афинах. В 437 году н. э., примерно через пять лет после смерти Плутарха, его бывший ученик, философ-неоплатоник Прокл стал главой афинской академии. Прокл был плодовитым автором позднеантичной философии, которого некоторые учёные XXI века считают величайшим философом-неоплатоником V века, оставался главой афинской академии почти 50 лет, пока не умер в 485 году н. э.
Неоплатонизм поздней античности в Афинах закончился в 529 году н. э. после того, как римский император Юстиниан I 7 апреля 529 года н. э. утвердил свой кодекс, или кодекс Юстиниана, а чиновники 16 апреля 529 года н. э. ввели в действие новые законы, в результате чего, вероятно, между 529—531 годами н. э., была закрыта академия в Афинах, где в то время главой был сирийский философ Дамаский. Некоторые учёные XX и XXI веков утверждают, что Дамаский затем отправился на восток, чтобы основать неоплатоническую школу в Харране, в Персидской империи. После закрытия академии в Афинах в 529 году н. э. Александрия стала ведущим центром неоплатонизма, где Олимпиодор, последний лидер местной школы неоплатонизма, читал лекции чуть позже 565 года н. э..
Неоплатонизм оказал непреходящее влияние на последующую историю философии. В средние века неоплатонические идеи изучались и обсуждались христианскими, еврейскими и мусульманскими мыслителями. В исламской культурной сфере неоплатонические тексты были доступны в переводах на арабский и персидский языки, и такие известные философы, как Аль-Фараби, Соломон ибн Габироль, Ибн Сина и Маймонид, включили неоплатонические элементы в свои идеи. Фома Аквинский имел прямой доступ к работам Прокла, Симплиция и Псевдо-Дионисия Ареопагита, и он знал о других неоплатониках, таких как Плотин и Порфирий, из вторичных источников. Мистик Майстер Экхарт (ок. 1260 — ок. 1328 годы) также находился под влиянием неоплатонизма, пропагандируя созерцательный образ жизни, который указывает на «Божество за пределами именуемого Бога».

## Происхождение термина

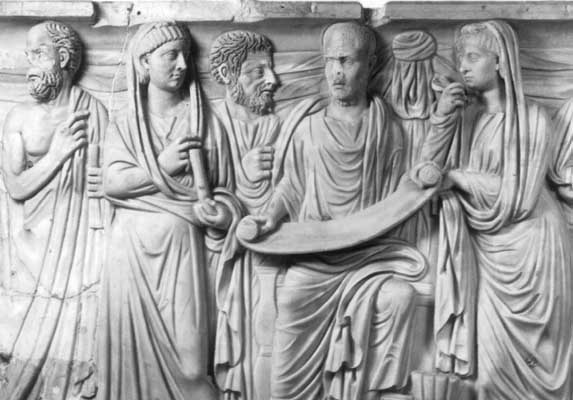
Плотин с учениками

Неоплатонизм это современный термин. Термин неоплатонизм выполняет двойную функцию как историческая категория. С одной стороны, это отличает философские доктрины Плотина и его последователей от доктрин Платона. С другой стороны, этот термин делает предположение о новизне интерпретации Платона Плотином. В течение почти шести столетий со времён Платона до Плотина существовала непрерывная традиция толкования Платона, которая началась с Аристотеля и непосредственных преемников академии Платона в Афинах и продолжалась в течение периода платонизма, который сейчас называют средним платонизмом. Термин неоплатонизм подразумевает, что интерпретация Платона Плотином настолько отличалась от интерпретаций его предшественников, что следует считать, что она открывает новый период в истории платонизма. Некоторые современные учёные, однако, не согласны с этим предположением и сомневаются в том, что неоплатонизм представляет собой полезный ярлык. Они утверждают, что лишь незначительные различия отделяют учение Плотина от учений его непосредственных предшественников. Будучи учеником философа Аммония Саккаса, Плотин использовал знания своего учителя и предшественников, чтобы вдохновлять следующее поколение.
Вопрос о том, является ли неоплатонизм значимой или полезной исторической категорией, сам по себе является центральным вопросом, касающимся истории интерпретации Платона. На протяжении большей части истории платонизма было общепризнано, что доктрины неоплатоников по существу совпадали с доктринами Платона. Платонист эпохи Возрождения Марсилио Фичино, например, считал, что неоплатоническая интерпретация Платона была подлинным и точным представлением философии Платона. Хотя неясно, когда именно учёные начали отделять философию исторического Платона от философии его неоплатонических интерпретаторов, они явно начали делать это, по крайней мере, ещё в первом десятилетии XIX века. Современные учёные часто отождествляют немецкого богослова Фридриха Шлейермахера с ранним мыслителем, который считал философию Платона отдельной от философии его неоплатонических интерпретаторов. Однако другие утверждали, что дифференциация Платона от неоплатонизма была результатом длительного исторического развития, которое предшествовало научной работе Шлейермахера о Платоне.

## Происхождение и история классического неоплатонизма
Неоплатонизм начался с Плотина в III веке. Можно выделить три различных этапа в классическом неоплатонизме после Плотина: работа его ученика Порфирия; работа Ямвлиха и его школы в Сирии; и период в пятом и шестом веках, когда процветали академии в Александрии и Афинах.

### с I по II век
Важными предшественниками неоплатонизма были еврейско-греческий философ I века Филон Александрийский, чьи ключевые богословские доктрины приближаются к неоплатоническим доктринам; средний платонист I века Плутарх Херонейский, который был вдохновлён Платоном, но выступал против доктрин стоиков; средний платонист II века Нумений из Апамеи, оказавший значительное влияние на философов-неоплатоников Плотина, Порфирия и Прокла, а также предвосхитивший важную неоплатоническую доктрину; и христианский апологет II века Святой Иустин Философ, который развил концепцию логоса.

#### Филон Александрийский
Философ I века Филон Александрийский, живший в то же время, что и Иисус Христос, был самым выдающимся учёным еврейской диаспоры в Александрии, говорил по-гречески и являлся римским гражданином. Возможно, он родился между 15 и 10 годами до н. э. и умер, когда ему было более 60 лет. Филон родился в очень богатой семье, которая была связана или имела связи с семьёй иудейского царя Ирода Великого, возможно, что он был в Иерусалиме в 29 года н. э., когда он отправился туда в паломничество; и однажды он возглавлял еврейскую делегацию к римскому императору Калигуле в 38 или 39 году н. э. Статус его семьи позволил Филону получить полное философское образование, благодаря чему он изучил Платона, о чём свидетельствуют его собственные труды в De Specialibus Legibus III 1-2, которые полны платоновских отголосков.
Труды Филона раскрывают концепцию божественного, которая предвосхищает неоплатоническую концепцию Единого Плотина, а также его концепции Логоса как посредника между божественным и людьми и его концепцию Сил, которые очень напоминают платоновскую концепцию Идей; все предвосхищают неоплатонические доктрины. Как для Филона, так и для Плотина предложение о доктрине экстаза пришло из платоновских диалогов, где доктрина Филона различала четыре класса «экстаза»: безумие, внезапное изумление, глубокий сон и вдохновение. Филон также принял космологическое учение Платона, но отверг ключевые космологические взгляды Аристотеля и стоиков.

#### Плутарх
Историк и философ I века Плутарх родился в около 45 года н. э. и получил образование в маленьком греческом городе Херония в то время, когда Рим контролировал средиземноморский мир в политическом и военном отношении. Он отправился в Афины, когда ему было 20 лет, и учился в Платоновской академии в Афинах между 66 и 67 годами н. э. Плутарх был увлечён историей и изучил множество древних исторических трудов, одним из его величайших героев был Александр Македонский, который лично участвовал в битве при Херонее. Он много путешествовал, посетив Италию, Грецию, Македонию, Крит, Северный Египет и некоторые районы Анатолии. Был политически активен в Херонее, преподавал там философию и математику, а также был жрецом близлежащего храма Аполлона в Дельфах. Плутарх оставил огромное литературное и интеллектуальное наследие; современные учёные считают, что он умер после 119 года н. э., вероятно, около 125 года н. э..
Плутарх предвосхитил неоплатонические доктрины в своей системе, которая была менее сложной и менее тщательной, чем у Плотина. В системе Плутарха можно найти два первых принципа, Божественное и Материя, между ними платоновские идеи или модели, которые сформировали мир, и другой принцип, который он назвал «Мировой душой». Плотин позаимствовал у Плутарха неплатонический термин ипостась, понятие, также используемое аристотелевско-стоическими философами Корнутом и Секстом Херонейским, Филоном Александрийским, Лукианом Антиохийским, а до этого уже хорошо известное из Септуагинты или по другому Ветхого Завета. Плутарх также писал о связи между пророчеством и воображением.

#### Нумений

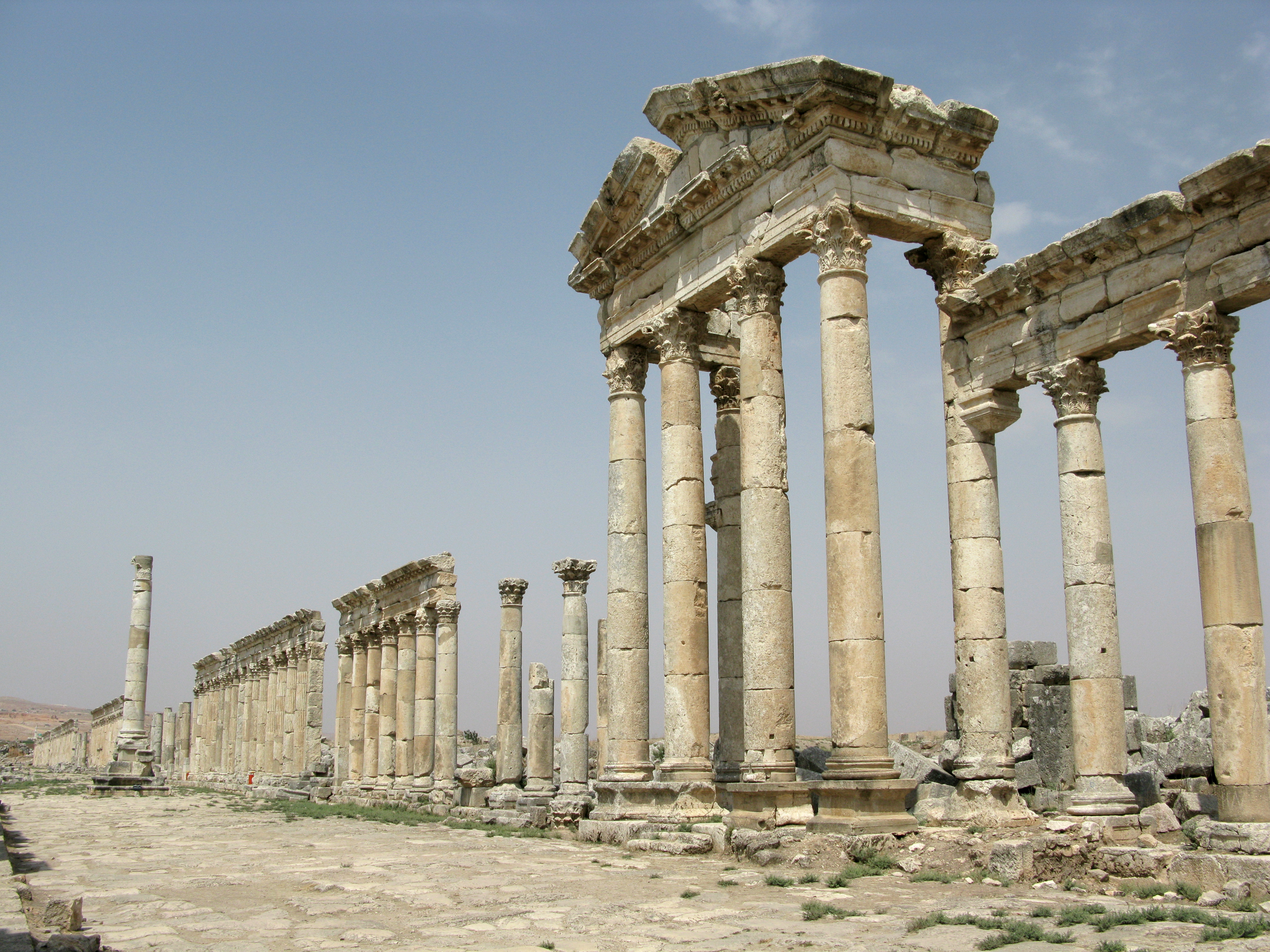
Римские руины в современной сирийской провинции Хама, где располагался древний город Апамея, где Нумений преподавал во II веке н. э.

Сирийский философ Нумений, чья деятельность, насколько нам известно, процветала после середины II века; вероятно, во время правления римского императора Марка Аврелия в 161—180 годах н. э. и примерно через 20 лет после рождения Святого Климента Александрийского в 150 году н. э. Нумений преподавал в Апамее, где среди его учеников, последователей или друзей были Кроний, Гарпократион из Аргоса и Боэтос. Он был очень хорошо знаком с учениями греческих философов, которые, возможно, были результатом посещения Афин, и был знаком с религиями евреев, персов, египтян и других восточных верований, также он знал, что такое серапистские мистерии благодаря посещению Египта. Его основная научная деятельность была посвящена соединению этих вероучений с философией Платона. Он очень восхищался Филоном Александрийским и хорошо знал его труды; и считал, что и Ветхий Завет, и Платон учили о существовании Единого Верховного Божества.
Нумений считается принадлежащим к пифагорейскому крылу платонизма и был источником разновидности платонизма, которую продвигал Плотин. Из-за этого, Плотин рассматривался как своего рода преемник Нумения. Нумений предпочитал глубокие аллегорические интерпретации Платона и Гомера и, следовательно, оказал важное методологическое влияние на Прокла. Именно от Нумения Порфирий почерпнул идею своего аллегорического произведения о Гомере под названием «Пещера нимф». Работы Нумения читались в классах Плотина, и он предвосхитил фундаментальную неоплатоническую доктрину, которая проводила различие между демиургом, отождествляемым с концепцией Плотина о разумном царстве Ума и Высшим Единым, отождествляется с концепцией Единого Плотина. Главным трудом Нумения было «О добре» в шести книгах, а другие его работы включали «О тайных учениях посвящённого Платона», «О неразрушимости или нетленности души», «О пространстве» и «О числах».

#### Христианские апологеты

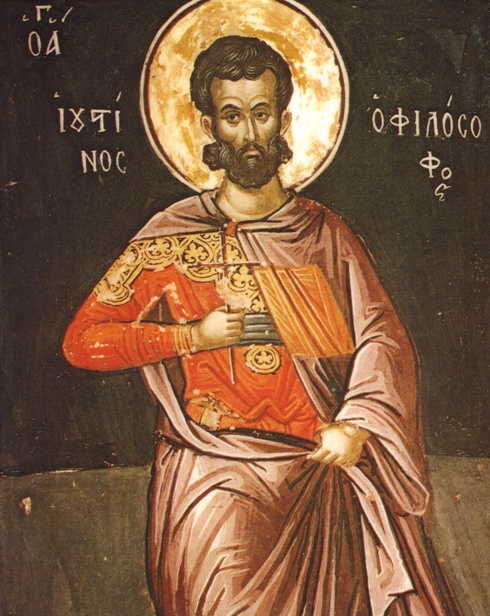
Икона Святого Иустина, находящаяся в монастыре Ставроникита. Концепция логоса Святого Иустина также была важна в неоплатонических доктринах Плотина.

Христианский апологет II века Святой Иустин Философ, который первоначально искал мудрости у стоиков, перипатетиков и платоников, прежде чем обратиться в христианство, ссылался на концепцию логоса как средства передачи Благой Вести из Евангелия. Логос также был перенят Плотиным у Иустина и стал важной концепцией в его неоплатонических доктринах. Святой Иустин также ссылается на второе письмо Платона, чтобы платонически объяснить Троицу, и то же самое письмо использовалось Плотином в качестве авторитетного источника в его неоплатонических доктринах. Аналогично, христианам II века Афинагор Афинский, первый глава Александрийской богословской школы, который учил Святого Климента Александрийского, описывает Бога через логос.

#### Гностики
Александрийский гностик II века Валентин использовал технический гностический термин «полнота» (plērōma) для описания множества высших существ в духовном космосе. Гностическая концепция «полноты» высших существ в духовном космосе, рассматриваемая в концепции Валентина о 30 или 33 эонах; и концепция «семи Сил» гностика II века Василида; ранее была найдена в концепции Филона о пяти Силах, в герметических писаниях, где есть концепция демиурга и семи Правителей, в концепции Нумения о тройном разделении первого и второго божеств и в концепции гностика II века Сатурнина «о семи творческих сферах» или "семи Ангелах. Термин «полнота» является важным неоплатоническим термином, однако в неоплатонических доктринах Плотина «полнота» была активностью в ипостаси, которая сохраняла своё единство.

### с III по IV век
В III и IV веках выдающимися представителями неоплатонической школы в Риме и Александрии были: александрийский философ III века Аммоний Саккас, который учил Плотина; также к мыслителям, которые повлияли на становление неоплатонизма можно отнести христианского теолога III века Оригена, чьи работы сильно повлияли на становление неоплатонизма и были заимствованы неоплатониками; собственно египетский философ III века и основатель неоплатонизма Плотин; этрусско-римский философ III века Амелий, который учился у Плотина более 20 лет; тирский философ III века Порфирий, который сначала учился у философа-платониста III века Лонгина в Афинах, а затем учился у Плотина в Риме с 263 года н. э.; сирийский философ III века Ямвлих, который учился у Порфирия в Риме или на Сицилии; и римский император IV века Юлиан, который как философ написал упрощённые версии доктрин Плотина и Ямвлиха.

#### Аммоний Саккас
Философ III века Аммоний Саккас основал школу в Александрии примерно в 200 году н. э., где одним из его учеников был Плотин. Поскольку наставления Аммония были чисто устными, он не писал философских работ, трудно понять, чему Плотин научился у него; однако, поскольку Плотин учился у него в течение 11 лет, его влияние на Плотина было значительным. Гипотеза о том, что Аммоний был индийцем, маловероятна, и любое индийское влияние на неоплатонизм считалось маловероятным в середине XX века; однако новые исследования XXI века в этом направлении заставляют пересмотреть некоторые взгляды. Греческий христианский историк начала IV века Евсевий Кесарийский, ссылаясь на работы приписываемые Аммонию, и христианский богослов IV века Святой Иероним Стридонский, оба утверждали, что Аммоний Саккас был христианином, тогда как Порфирий утверждал, что он родился и вырос христианином, но отпал в греческое язычество. Неоплатоники V века Гиерокл Александрийский и Порфирий в своей работе «О возвращении души» (fr. 302F) оба заявили, что Аммоний пытался согласовать противоречивые доктрины Платона и Аристотеля.

#### Ориген
Ориген, родившийся в Александрии в около 186 года н. э., по-разному описывается учёными как гипотетический неоплатонист, обычный неоплатонист, христианский неоплатонист, христианский средний платонист, богослов и платонист, христианский платонист или просто богослов. Его отец, Святой Леонид Александрийский, христианский мученик II века, являлся профессором литературы и богословом, а во времена юности Оригена, христианский богослов конца II — начала III века Святой Климент Александрийский уже был известным христианским богословом и членом духовенства в Александрии. Большая часть того, что известно о жизни Оригена, дошла до нас от греческого историка христианства конца III — начала IV века Евсевия Кесарийского, в своей работе «Церковная история». Во время учёбы в Александрии в возрасте двадцати лет Ориген был учеником Аммония Саккаса, который несколько лет спустя будет учить египетского философа Плотина, основателя неоплатонизма, который был примерно на 20 лет моложе Оригена. Во время учёбы у Аммония он познакомился со средними платониками, чьи доктрины были близки к доктринам христианских интеллектуалов того времени. Ориген посетил Рим, где встретил Плотина, также посетил Аравию Петрейскую, Антиохию, Афины, учился в Палестине, где позже в Кесарии стал священником и главой христианской школы примерно с 230-х годов до 249 года н. э.. В Кесарии в это же время проходил обучение будущий философ-неоплатоник из Тира Порфирий.
Помимо христианства, интеллектуальная среда, окружающая Оригена и других ранних христианских учёных в Римской империи в начале III века, включала стоическую, герметическую и среднеплатоническую философии. Ориген, очень влиятельный христианский философ и богослов, находился под сильным влиянием Платона и греческой философии и пытался осветить и определить доктрины христианства, а также активно критиковал гностиков. Его работа «О началах» оказала большое влияние, как и его религиозные беседы и комментарии к Священному Писанию, которые были широко распространены в Средние века; однако он был осуждён за свои взгляды на апокатастасис Пятым Вселенским собором, и к нему относились с подозрением на латинском Западе в Средневековье. Его платоническую интерпретацию Священного Писания можно увидеть в «О началах» 2.10.1-4.38, где он основывает свои аргументы на Первом послании к Коринфянам от Апостола Павла (15:44), он комментирует, что после воскресения мёртвых человеческие тела не будут из плоти и крови, но будут изменены и преобразованы. Также в его работе «О началах» 2.10.3 обсуждается врождённый «принцип», или «семенная причина» (logos spermatikos, ratio seminalis), что тело обладает тем, что не испорчено и переживает смерть тела; вообще, Ориген рассматривает тело как одежду души, мысль, которая была позаимствована Плотиным в Эннеадах 1.6.7.

#### Плотин

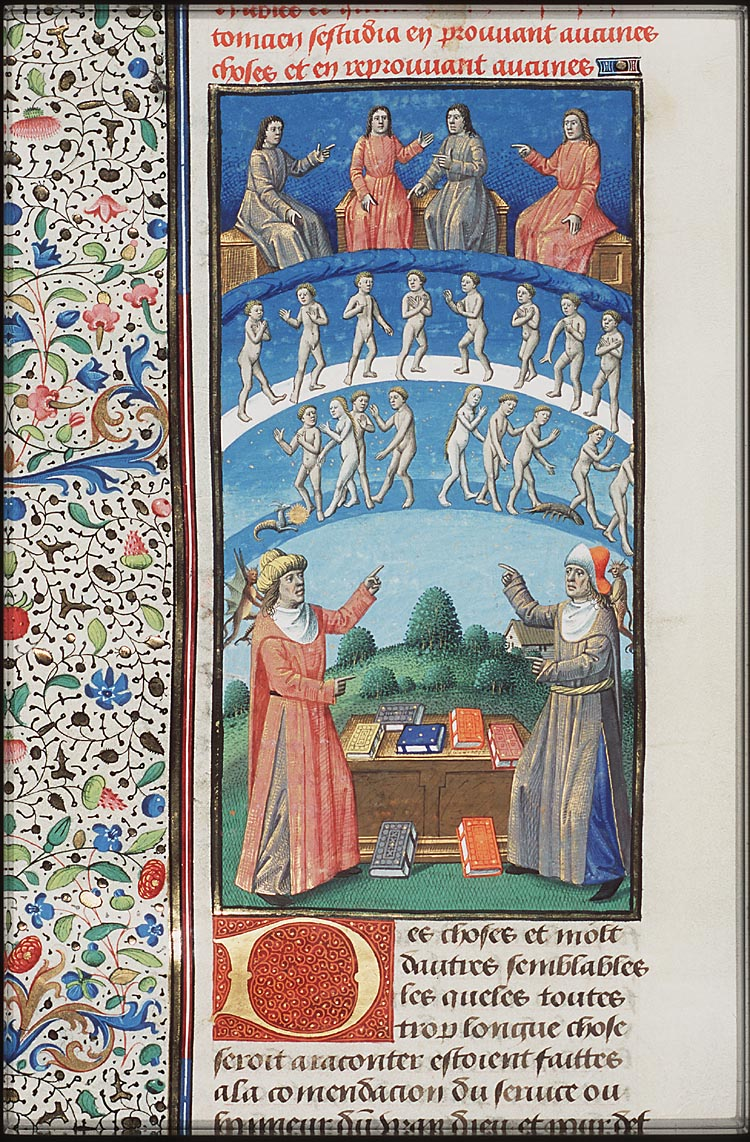
Иллюстрация в средневековой рукописи, изображающая Плотина и Порфирия, спорящих об астрологии. Философ III века Плотин был основателем неоплатонизма и Порфирий был его учеником в течение шести лет и выдающимся философом-неоплатоником III века.

Египетский философ-неоплатоник III века Плотин, родившийся в 204 или 205 году н. э. и умерший в 270 году н. э., был основателем неоплатонизма, это оказало глубокое влияние на философию поздней античности. Основным источником биографической информации о Плотине является «Жизнь Плотина» Порфирия (лат. Vita Plotini), написанная в 301 году н. э. в качестве предисловия к его изданию сочинений Плотина под названием «Эннеады». В то время Плотин был учеником Аммония Саккаса в Александрии, в 232—242 годах н. э. он стал стремиться изучать персидскую и индийскую философию. Чтобы попытаться достичь этой цели, в 242 году н. э. Плотин отправился в военную экспедицию с римским императором Гордианом III; однако он не рискнул заходить очень далеко на восток, поскольку Гордиан III был убит в Месопотамии в 244 году н. э., а Плотин бежал в Антиохию. В 244 году н. э. Плотин поселился в Риме, откуда он до конца своей жизни уже больше никуда не уезжал, и основал там свою школу около 245 года н. э., положив начало неоплатонизму. В процессе создания своего учения, на Плотина оказали сильное влияние учения классической греческой, персидской и индийской философий, такие монотеистические веры как христианство и иудаизм, а также древние языческие культы египтян и греков, позже его метафизические труды вдохновляли многочисленных языческих, части еврейских, мусульманских и других гностических мистиков на протяжении веков.
Школа Плотина была открыта для всех мужчин и женщин и привлекала людей, которые просто хотели послушать его лекции, посетить собрания или семинары или принять участие в открытых философских дискуссиях, в то время как другие приходили в поисках философского образа жизни, а другие посещали, потому что хотели стать философами. Предметы изучения в школе были включены комментарии к Платону и Аристотелю средних платоников, или пифагорейцев и аристотелистов. Плотин не навязывал в своей школе жёстко структурированную учебную программу, скорее, важно было думать о том, что человек делает для себя. Плотин оставался главой своей школы в Риме, пока в последний год своей жизни не переехал в Кампанию, где и умер в 270 году н. э. в возрасте 66 лет. Плотин доверил Порфирию составление своих трактатов, написанные в последние 17 лет его жизни, которые Порфирий разделил в соответствии с тематикой на шесть комплектов из девяти трактатов, называемых «Эннеады». Порфирий завершил аранжировку примерно через 30 лет после смерти Плотина, и она включает в себя всё, что написал Плотин, а также включает в себя предисловие, написанное Порфирием.
Большинство учёных в начале-середине XX века рассматривали отношения между Плотином и гностиками как в основном антагонистические, из-за философской критики самого Плотина в «Эннеадах» 2.9 гностиков, 3.8, 5.8 и 5.5, а также тех, кто придерживался других доктрин. Однако известные работы учёных XX века Ханса Йонаса «Gnosis und spätantiker Geist» 1993 [1934]; Джозефа Каца «Плотин и гностики» 1954 года; Корнелии де Фогель, «О неоплатоническом характере платонизма и платоническом характере неоплатонизма» 1953 года; и Анри Шарль Пюэш, «Плотин и гностики» 1960 года, подчеркнули важные параллели между доктринами Плотина и доктринами гностиков, которые вышли из их общей религиозной и философской среды Александрии в III веке. Подобных взглядов придерживался американский профессор религиоведения XX—XXI веков Джон Д. Тёрнер и канадский профессор философии XXI века Жан-Марк Нарбонн. В этих взглядах осознаётся, что в течение всего периода деятельности школы Плотина, с 245 по 269 год н. э., у Плотина было много ссор и критических моментов связанных с различными событиями, где противостояние с гностиками приобрело приоритет; однако современные учёные теперь интерпретируют гностиков как подлинно изобретательных интерпретаторов традиций древней философии, которая находилась в прямой конкуренции со школой Плотина, и что Плотин очень хорошо осознавал эту конкуренцию.
Плотин учил, что существует высшее, полностью трансцендентное Единое, не содержащее ни разделения, ни множественности, ни различия; точно так же оно находится за пределами всех категорий бытия и небытия. Понятие бытие выводится из объектов человеческого опыта и является атрибутом таких объектов, но бесконечное, трансцендентное Единое находится за пределами всех таких объектов и, следовательно, находится за пределами понятий, которые можно вывести из них. Единое «не может быть какой-либо существующей вещью» и не может быть просто суммой всех таких вещей, но «предшествует всему существующему».

#### Порфирий
Порфирий (233—309 гг.), который был родом из финикийского Тира, много писал об астрологии, религии, философии и теории музыки. Он написал биографию своего учителя Плотина. В биографии Плотина, написанной в 301 году нашей эры, Порфирий упоминает о встрече с христианским богословом начала III века Оригеном; позже он изучал литературу, риторику и филологию у сирийского философа III века Лонгина, и когда ему было 30 лет, примерно в 262 году нашей эры, он отправился в Рим и изучал философию у Плотина в течение шести лет, а в 268 году нашей эры уехал из Рима на Сицилию, где обосновался женившись на некой Марцеле. Он играет важную роль в истории математики благодаря своей книге «Жизнь Пифагора» и комментарию к «Начала Евклида». Порфирий также известен как противник христианства и защитник язычества; от его «Adversus Christianos» (Против христиан) в 15 книгах сохранились лишь фрагменты. Он, как известно, в том числе утверждал: «Боги провозгласили Христа самым благочестивым, но христиане есть запутавшаяся и порочная секта».

#### Ямвлих

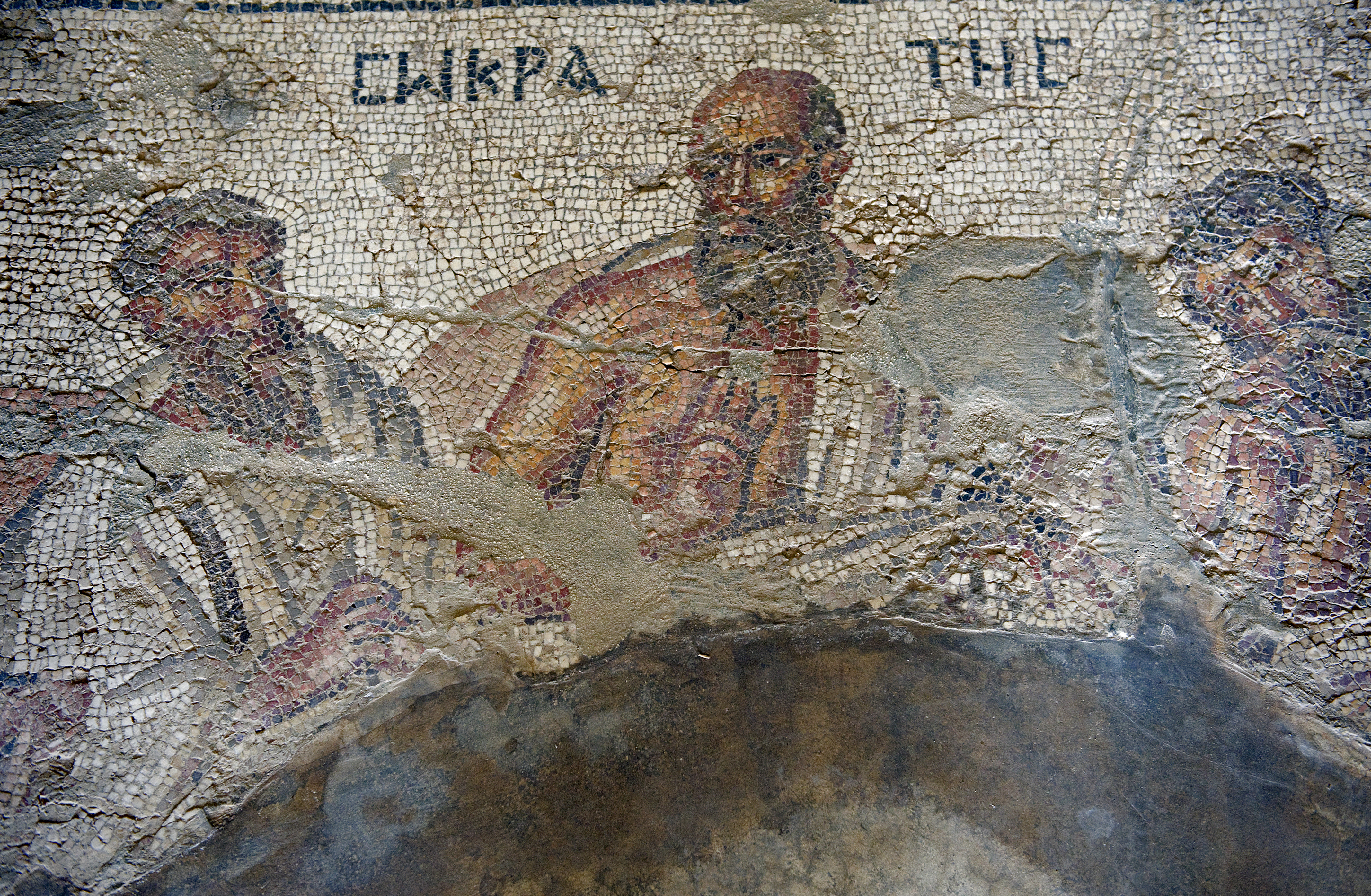
Мозаика IV века в музее Апамеа в Калаат аль-Мадик, Сирия. Мозаика была установлена в 361—363 годах н. э., во время правления римского императора Юлиана, в память о его любимом философе Ямвлихе. На ней изображены школы риторики и философии, где ранее преподавал философ-неоплатоник Ямвлих III века н. э. Мозаика находилась на вилле, раскопанной франко-бельгийскими археологами Джанин Бейли и Жаном Байти в конце XX века.

Сирийский философ III века Ямвлих родился в знатной семье в Халкиде около 245 года н. э., и он, возможно, учился у Порфирия в Риме. Он основал школу в Сирии, которая была важным звеном в платонической традиции. Мы мало что знаем о жизни Ямвлиха, дата его рождения неизвестна, и большая часть нашей биографической информации, которая исходит от греческого историка IV века Евнапия, лишена фактических деталей. Сирийский философ VI века Дамаский в своём труде «Жизнь Исидора» говорит, что Ямвлих происходил из царской линии царей-жрецов Эмесы, где среди его предков были Сампсикерамиды и Монимос, основатель родного города Ямвлиха. Детство в Сирии в середине III века, должно быть, сбивало с толку и дезориентировало, поскольку во времена ранней юности Ямвлиха персидский царь Шапур I разрушил крепости римлян вокруг царства Халкида и разграбил всю северную Сирию, включая Антиохию.
Учёные не уверены в том, кто был учителем Ямвлиха, но полагают, что он, возможно, учился у Порфирия в Риме в 280-х годах н. э.; однако они знают, что он очень критически относился к философской позиции Порфирия и стремился реформировать теологическую основу неоплатонизма. Неизвестно, когда Ямвлих покинул Рим, чтобы основать свою школу в Апамеи, Сирия, но тот факт, что он действительно сделал этот шаг, может указывать на напряжённость, существовавшую между ним и Порфирием. В III веке н. э., Апамея была хорошо известным центром философии на протяжении более столетия и, вероятно, была базой философа II века Нумения. Школа Ямвлиха, по-видимому, имела много общего с другими платоновскими школами в том, что ученики жили со своим учителем или рядом с ним, ежедневно встречались и изучали труды Платона и Аристотеля, а также проводили дискуссии на заданные темы. Школу поддерживал софист III века и философ-неоплатоник Сопатр, который был выдающимся жителем Апамеи. Ямвлих, вероятно, жил в Апамее в 320-х годах н. э., и он умер, или можно найти информацию о окончании его жизни, до 326 или 327 года н. э, поскольку именно тогда его сторонник Сопатр покинул Апамею и отправился в Константинополь.
Труды Ямвлиха сложны и противоречивы, они вызвали много комментариев историков философии и религии и занимают заметное место в современной науке. Некоторые учёные называют его превосходным и блестящим метафизиком, который продвинул платонизм дальше, но другие учёные дискредитировали его за неясность и привнесение в свои тексты всевозможных суеверий. Одной из самых известных и наиболее переведённых работ Ямвлиха является его трактат «О пифагорейском образе жизни», в настоящее время это ценный и ведущий источник информации о пифагорейской традиции. Ещё одна из его хорошо известных работ «О египетских мистериях» популярна среди изучающих платонизм и язычество. Эта работа является ответом Абамона на письмо Порфирия, адресованное Анебо, учёные полагают, что Абамон это псевдоним Ямвлиха, а Анебо, возможно, был приверженцем Ямвлиха. Учёными в конце XX и начале XXI века было проведено много исследований, посвящённых комментариям, трактатам, письмам и фрагментам работ Ямвлиха, после чего они стали рассматривать его работы как заманчивая область изучения позднего платонизма.

### IV—V век
В IV и V веках выдающимися представителями неоплатонической школы в Афинах и Александрии были: греческий философ конца IV века Плутарх Афинский, который был главой неоплатонической школы в Афинах до своей смерти в 432 году н. э.; греческий философ V века Сириан Александрийский, который был главой неоплатонической школы в Афинах в течение пяти лет после Плутарха Афинского, до 437 года н. э.; и философ V века Прокл Диадох, который был главой неоплатонической школы в Афинах после Сириана, в течение почти 50 лет, до 485 года н. э. Видным членом неоплатонической школы в Александрии была египетская философ конца IV — начала V века Гипатия.

#### Гипатия
Александрийский философ, математик и астроном конца IV — начала V века Гипатия, которая, по мнению большинства учёных, родилась в Александрии около 370 года н. э., но некоторые учёные XXI века указывают год её рождения ещё до 350 года н. э., была первым явно неоплатоническим философом, которая преподавала в один из блестящих периодов развития неоплатонизма в Александрии. Ясно, что Гипатия получила всестороннее образование и приняла неоплатоническую философию; однако, помимо её отца, александрийского математика IV века Теона Александрийского, ничего не известно о других её учителях и были ли они вообще.

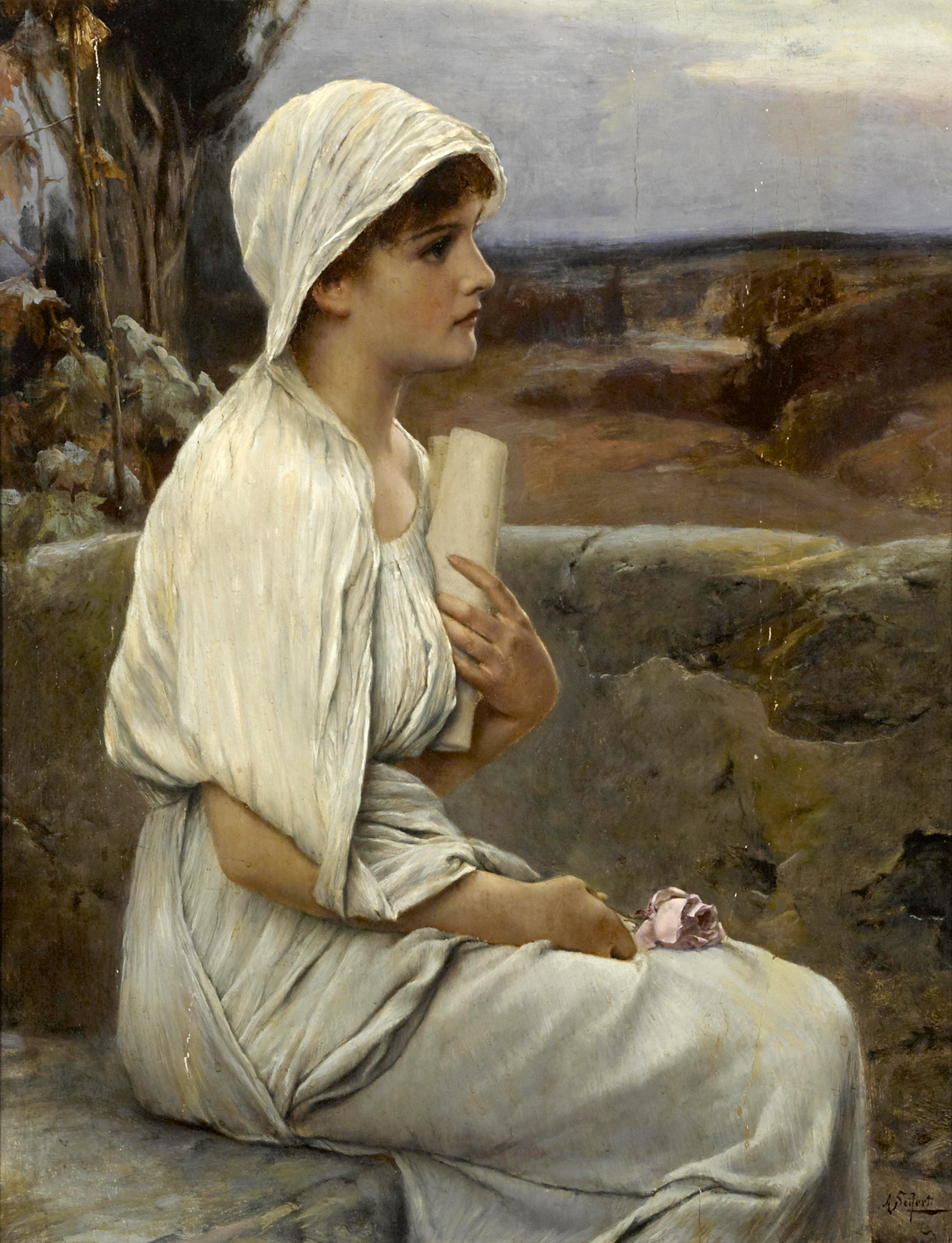
Картина Альфреда Зейферта «Ипатия» начала XX века. Гипатия была первым явно неоплатоническим философом в Александрии.

Гипатия унаследовала от своего отца должность главы неоплатонической школы в Александрии, и там она преподавала математику, астрономию и философию, основанную на идеях Плотина и Порфирия, в которых созерцание ставилось выше ритуала. Один из учеников Гипатии в 390—395 годах н. э. был греческий епископ V века Синезий Киренский, который писал письма Гипатии, семь из которых сохранились, чтобы объяснить работу внутреннего круга учеников Гипатии, и идеи которыми Гипатия делилась со своими учениками. Среди других учеников Гипатии были братья Синезия Евтропий и Александр, софист Афанасий и друг Синезия Олимпий.
К 415 году н. э. Гипатия была ведущим мыслителем Александрии в течение 35 лет и регулярно посещала римского префекта Ореста, активно участвуя в политике управления городом. Хотя Гипатия не имела официальной власти в городском управлении Александрии, её постоянное присутствие рядом с Орестом было очень выгодно для него, давая ему козырь в любом споре, так как авторитет Гипатии, как главы языческой общины Александрии, был достаточно высок, и поэтому александрийцы рассматривали её как очень влиятельную и могущественную особу. К тому моменту уже три года активно шла политическая борьба между различными группировками, таких как сторонники Ореста, сторонники александрийского архиепископа Кирилла, другие политические и религиозные группы. Гипатия была убита разъярённой толпой. Хотя Гипатия была известной личностью в своё время, она не создала и не развила каких либо концепций неоплатонизма.
Работы Гипатии включают комментарий к «Арифметике» Диофанта; комментарий к «Коникам» Аполлония Пергского, оба из которых утеряны; отредактированная рукопись астрономических таблиц, первоначально написанная александрийским математиком II века Птолемеем, под названием «Handy». Таблицы; и комментарий к третьей книге и, возможно, также к книгам четвёртой и тринадцатой астрономического трактата «Альмагест» Клавдия Птолемея.

#### Прокл
Прокл Диадох (412—485 гг.) был одним из последних крупных греческих философов (см. Дамаский). Он изложил одну из самых продуманных, сложных и полностью разработанных неоплатонических систем, предложив также аллегорический способ прочтения диалогов Платона. Особой характеристикой системы Прокла является то, что он вводит уровень индивидуальных единиц, называемых хенадами, между Единым и Мировым умом, который является вторым принципом. Хенады находятся за пределами бытия, как и само Единое, но они стоят во главе цепей причинности (сейраи или таксеи) и некоторым образом придают этим цепям их особый характер. Они отождествлялись с традиционными греческими божествами, поэтому один хенадами может быть Аполлон и быть причиной всего «аполлонического», в то время как другой может быть Гелиосом и быть причиной всего «солнечного». Хенады служат как для защиты самого Единого от любого намёка на множественность, так и для приближения остальной вселенной к Единому, являясь связующим звеном, промежуточной стадией между абсолютным Единым и определённой множественностью.

## Характерные черты
К характерным чертам неоплатонизма относят:
- Наличие «запредельного первоначала» (Единое).
- Учение о космических иерархиях (Триада: Единое — Мировой ум — Мировая душа)[220].
- Признание нашего мира («космоса») «нисхождением единого» (эманацией).
- Недоверие к материи и материальным формам как к «темницам души».
- Призыв к «восхождению души к своему истоку» посредством признания метемпсихоза, а также практики теургии, экстаза и др.

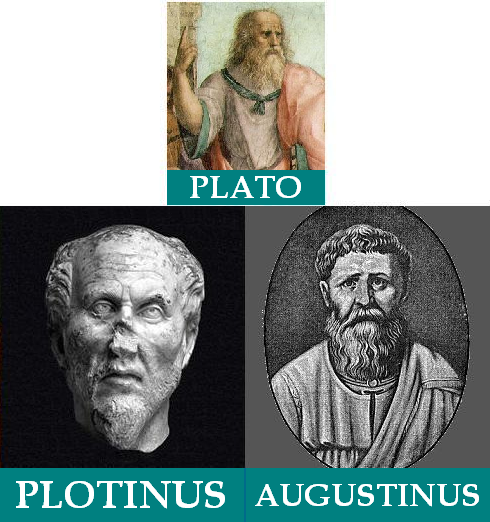
Философы-платоники: Платон, Плотин, Августин.

## Разновидности
- Римский неоплатонизм[221] — известные представители: Амелий, Аммоний Саккас, Плотин, Порфирий. С 244 года ученик Аммония, продолжатель и первый систематизатор неоплатонизма Плотин продолжает деятельность в Риме. С 270 года дальнейшую разработку неоплатонизма продолжает ученик Плотина Порфирий. Богословский период, попытка объединить все существующие древние культы и обосновать умозрительное богословие политеизма. Не покидая почвы спекулятивных теорий, неоплатонизм этого периода ставит главной задачей практическую мистику, теургию и мантику; систематизирует античную мифологию, большее внимание обращая на религиозно-магическую практику; изъясняет сущность и методы пророчества, чудотворения, ведовства, оракулов, мистерий, астрологии, экстатического восхождения в сверхчувственный мир.
- Сирийский неоплатонизм[222]: школа образовалась в конце III века в Апамее, а затем была перенесена в Дафну. Наиболее известными представителями были: Дексипп, Сопатр, Теодор Асинский, Ямвлих. Основывал школу Ямвлих, ученик Порфирия. Помимо научной работы, важное значение придавалось истолкованию священных текстов и религиозной практике, которая трактовалась как теургия. Был составлен канон из 12 диалогов Платона, помимо которых изучались пифагорейские и аристотелевские тексты.
- Пергамский неоплатонизм[223]: школа продолжала традиции сирийской, поскольку её основателем был ученик Ямвлиха Эдесий. Подобно сирийской, в пергамской школе акцент ставился на религиозно-мистическом толковании учения Платона. Философские диспуты были исключены, так как считалось, что они поощряют честолюбивые наклонности. Пергамский неоплатонизм разработал учение о самом мифе как о принципе теургии. Известными представителями школы были преемник Эдесия Хрисанфий, а также Евсевий Миндский, Евстафий Каппадокийский, Евфразий, Максим Эфесский, Приск, Саллюстий и император Юлиан Отступник.
- Афинский неоплатонизм[224]; известные представители: Гиерокл Александрийский, Дамаский, Домнин, Исидор Александрийский, Марин Неаполитанский, Плутарх Афинский, Прискиан Лидийский, Прокл Диадох, Симпликий, Сириан Александрийский. Школу основал Плутарх Афинский.
- Александрийский неоплатонизм[225]; известные представители: Аммоний Гермий, Асклепий Тралльский, Гелиодор Александрийский, Гермий Александрийский, Гипатия, Давид Анахт, Иоанн Филопон, Немезий, Олимпиодор Младший, Синезий Киренский, Стефан Византийский, Эдесия, Асклепиодот Александрийский. Школу предположительно основал Гермий Александрийский.
- Христианский неоплатонизм[226]; известные представители: Псевдо-Дионисий Ареопагит (V—VI вв.)[226], Августин Аврелий (V век)[227]. Иногда внутри христианского неоплатонизма выделяют Византийский неоплатонизм.
- Еврейский неоплатонизм[228] возник в эпоху Средневековья и характеризовался идеями эманации. Яркий представитель ибн Габироль
- Ренессансный неоплатонизм[229] или флорентийский неоплатонизм[230]; известные представители: Марсилио Фичино. Этот вид неоплатонизма имеет гуманистическую направленность и воспринимает человека как микрокосм. Отличительной особенностью является пантеизм. Связан с появлением «академии» во Флоренции в 1462 году.
- Кембриджский неоплатонизм[231]
- Русский неоплатонизм[232]: Алексей Лосев, Павел Флоренский.

## Концепция
Неоплатонизм представляет собой синтез:
- идей Платона,
- логики и толкований Аристотеля, не противоречащих Платону,
- пифагореизма и орфизма,
- идей халдейских оракулов и египетской религии,
- идей индуистской философии (напр. эманации духа в материю и его возвращение и слияние с Богом-Абсолютом).

Основателем неоплатонизма считается Аммоний Саккас, однако основные теоретические постулаты учения были разработаны Плотином. Эннеады Плотина являются первым полным выражением его интерпретации Платона, которая продолжалась через ключевых философов-неоплатоников — Порфирия, Ямвлиха, Прокла и Дамаския. Эннеады стоят у истоков неоплатонизма, а труды Прокла на его вершине. Неоплатоники, вместо того, чтобы заявлять, что они были пионерами новых идей или оригинальными мыслителями, заявляли, что они предоставили критические объяснения или интерпретации предыдущих древних текстов и доктрин, известный пример этого проверенного временем утверждения о принятой практике среди неоплатоников можно найти в Эннеаде Плотина 5.1.8.11-15:
«Это учение, действительно, не ново; оно преподавалось с самых древних времён, но не было изложено в технических терминах. Мы претендуем на то, чтобы быть не более чем толкователями ранних философов, и показать самим свидетельством Платона, что они придерживались тех же взглядов, что и мы.» — Плотин, Эннеада 5.1.8.11-15
Часто говорят, что Плотин был мистиком, и, следовательно, учение Эннеад является формой мистицизма; однако тип мистицизма, который может быть правильно соотнесён с Эннеадами, должен избегать всякой связи с магией, иррациональностью, эмоциональными переживаниями, состояниями подобными трансу или практике дионисийских мистерий. Плотин только один раз, в Эннеаде 1.6.8.25, прямо говорит о мистицизме (или myein, что означает «закрыть глаза») и там это означает полное отвлечение ума от всех ощущений и его полное сосредоточение на себе и на том, что является «внутренним», с целью достижения ясности ума.
«Мы должны закрыть глаза тела, чтобы открыть другое видение, которым действительно обладают все, но пользуются очень немногие.» — Плотин, Эннеада 1.6.8.25-26
Плотин был первым неоплатоником, разработавшим иерархию Единого, Ума и Души, но это не было фиксированной схоластической доктриной, скорее это была теоретическая структура, которая позволяла исследовать платонизм. В Эннеадах Плотин использует первые три гипотезы Парменида Платона, чтобы вывести доктрины, в которых реальность имеет три ипостаси: Единое, Ум и Душа. Для Плотина первая гипотеза Парменида, в 137c4, упоминается как Единое и является первой ипостасью, которая является трансцендентным источником всего сущего. Вторая гипотеза платоновского Парменида упоминается Плотином как Ум (νοῡς), или Ноус, и является второй ипостасью, которая возникает, когда Единое постигает себя, порождая Бытие, которое является умопостигаемым царством вечных умов, каждый из которых постигает все остальные умы. Третья ипостась — это Душа, которая порождается Ноусом, и именно в ней рождаются и воплощаются временные существа, конечным предназначением которых является возвращение к их источнику путём восстановления их единства с Единым.

### Идеи
Эннеады Плотина являются основным и классическим документом неоплатонизма. Как форма мистицизма, они содержат теоретическую и практическую части. Теоретические части касаются высокого происхождения человеческой души, показывая, как она отошла от своего первоначального состояния. Практические части показывают путь, по которому душа может снова вернуться к Вечному и Высшему. Систему можно разделить на невидимый мир и феноменальный мир, причём первый содержит трансцендентное, абсолютное Единое, из которого исходит вечная, совершенная сущность (nous, или интеллект), которая, в свою очередь, производит мировую душу.
«Стержень» неоплатонизма составляет разработка диалектики триады Плотина: Единое — Ум — Душа. Неоплатонизм устанавливает иерархию Бытия по нисходящим ступеням. Над всем существует неизречённое, сверхсущее Единое (Благо). Оно эманирует в Ум (νοῡς), где происходит его дифференциация на равносущее множество идей. Ум эманирует в Душу (ψῡχή), где появляется чувственное начало и образуются иерархии существ демонических, человеческих, астральных, животных; образуются умственный и чувственный Космос.
Первая онтологическая субстанция этой триады, Единое — непознаваема; вторая, Ум — познаваема. Отсюда в неоплатонизме вводится дополнительное учение о числах, возникшее из переработки старого пифагореизма. Посредством этого учения трактуется и определяется необходимость эманации Единого в Ум — как первое докачественное расчленение Единого, исходящее из его природы.
Ум, представленный у Платона в виде распределённых намёков, разрабатывается неоплатониками на основе учения Аристотеля о чистом космическом уме-перводвигателе и о его самосозерцании. Самосозерцающий Ум выступает одновременно и объектом, и субъектом своего мышления (мыслит себя в самом себе) и, таким образом, содержит в себе свою собственную умну́ю материю.
Третья онтологическая субстанция этой триады, Душа, разрабатывается на основе платоновского диалога «Тимей» и доводится до учения о космических сферах (также под влиянием как Аристотеля, так и древнего пифагореизма). Это учение даёт картину действия мировой души во всем Космосе.
Таким образом, как идеалистическая философская система неоплатонизм сводится к общему учению об иерархическом строении Бытия. Неоплатонизм — универсальная логическая система, объясняющая строение Сущего и любого явления в Сущем. Конструкцию Сущего и явлений в Сущем неоплатонизм определяет постепенным «ослаблением» первой и высшей ступени в следующем нисходящем порядке: Единое, Ум, Душа, Космос, материя. Каждая из ступеней причастна «соседней» высшей и, таким образом, обще-причастна Единому (Благу). Эта причастность исходит из природы самого Единого (Блага).
Мир эманирует из Единого (Блага); вся совокупность вещей — ряд ступеней последовательно убывающего совершенства, исходящего из единой, все созидающей (божественной) первоначальной силы; мировая жизнь — возвращение созданий по тем же ступеням к Единому (Благу).
Одно из положений неоплатонизма — идея универсального Блага, то есть элиминация из идеи Божества всех антропоморфических элементов. Бог — единое, сверхмировое, сверхра́зумное, непознаваемое, неизречённое начало. Но, будучи непознаваем, Бог сам может открыться человеку в мистическом откровении. В состоянии экстаза душа непосредственно созерцает абсолютное и сливается с ним в одно целое. Средствами к достижению такого экстаза являются теургия и аскетизм.
Для учения о внутрикосмических телах неоплатонизм привлекает теории Аристотеля о субстанции и качестве, об эйдосах (сущностях вещей) и энтелехиях (действенно развивающихся принципах вещей), о потенции и энергии.
На неоплатонизм оказал существенное влияние стоицизм с его учением о тождестве мирового первоначала (огня) с внутренним я человека. Однако неоплатонизм мог возникнуть только из решительного преодоления стоического материализма, натуралистического пантеизма в стоической интерпретации наследия Платона.

## Эманация
Эманация (лат. «emanatio»; греч. «πρόοδος», истечение, распространение), полагающее понятие неоплатонизма — онтологический вектор перехода от [семантически и аксиологически] высшей сферы Универсума к низшим, менее совершенным сферам; то есть распространение избыточной полноты абсолютного Бытия [за пределы собственно своего бытия].
В основе термина лежит употребительный в традиции платонизма метафорический образ истока, дающего начало реке, но неисчерпаемого; или образ Солнца, изливающего из себя лучи, но остающегося таким же светлым. В процессе эманации как ступенчатого нисхождения Абсолюта (Единого греч. «μόνο») образуется множественный мир «иного», то есть низшие уровни Бытия (нус, νοῡς и т. д.), а на самом низшем уровне — материя как «небытие» (мэон,  μή όν).
В отличие от теистического представления о «сотворении мира» как акте воли личностного Божества, эманация понимается как непроизвольный безличный процесс, необходимый по природе самого Сущего. Содержание эманации мыслится данным безусловно в исходной точке полностью; на различных её этапах (ступенях) может происходить только последовательное оскудение, а затем — возврат к началу.
Т.о. эманация — следствие онтологической, энергетической и творческой избыточности Единого как первоосновы мира; эта избыточность проявляется в непроизвольно-естественном и имеющем креационный потенциал излиянии Единого (Блага греч. «ἀγαθόν») [вовне].
Согласно неоплатонизму, соотношение между Единым и низшими уровнями Бытия управляется двумя главными принципами, фундаментальными закономерностями. Во-первых, неизменностью (неубыванием) Блага в процессе эманации и, во-вторых, возвращением творческой потенции обратно к Благу, благодаря волевому преодолению оторванности от истока. У Плотина это положение зафиксировано постулатом «восхождения к Единому» и передаётся термином «экстаз», у Прокла в «Первоосновах теологии» формулируется тезисом «все, первично движущее само себя, способно возвращаться к самому себе».

## Сотериология
Из неоплатонического понимания эманации вытекает неоплатоническая сотериология. Так как эманация понимается как нисходящее движение («истечение от верховного светоча»), предполагающее обратный вектор восходящего экстаза, парадигма эманации (в отличие от парадигмы творения) снимает проблему теодицеи. Наличие зла обусловливается иерархией совершенства мироздания, вытекающей из идеи эманации семантически. Поскольку каждый последующий уровень эманации как порождение Единого отличается меньшей степенью совершенства по сравнению с предыдущим, зло есть не что иное как закономерный, естественный недостаток (в нижнем, недостижимом в действительности, пределе — полное отсутствие) Блага.
Таким образом, избавление, очищение от зла заключается в возвращении души к своему «изначальному источнику», «когда Душа находилась в тесной связи с Умом и когда она созерцала идеи». Для этого душа, желающая возвратиться к своей «занебесной отчизне», должна пойти по пути эволюции, возникающей по той же природе, по которой возникает и инволюция.
Так как инволюция — как «сошествие», деградация, материализация Духа — логически первична по отношению к эволюции, люди, погружённые в чувственное, естественным образом идут по пути, присущему их «материальному я» (по Плотину, низшей части души) и противному их «абсолютному я» (по Плотину, верхней части души). Чем дальше они отходят от своей абсолютной природы, тем труднее им возвратиться. «Как дети, оставленные своими родителями и воспитанные чужими, не могут узнать своих отцов и, забыв своё происхождение, не могут правильно определить самих себя — так и души этих людей, далеко ушедшие от первоисточника, забывают последние основания Бытия, своего отца, себя самих, своё прошлое».
Таким людям всё представляется более ценным, чем собственная душа, включая предметы, которые оказываются ниже их собственной природы. Чтобы возвратить их на истинную дорогу, есть только один путь: разъяснить им, как высоки они сравнительно с чувственными предметами, перед которыми они унижают достоинства своей души.
Душа должна вспомнить о своём подлинном истоке, о «занебесной отчизне»; но хотя это воспоминание или знание может открыться сразу, быстро, мгновенно (подобно моментальному откровению), оно одно ещё не может быть условием избавления от помех и искажений, условием перерождения. Это воспоминание/знание — всего лишь предел, к которому человек теперь будет стремиться, не достигая его никогда. Задача человека — преодолеть естественные свойства «нижней части души» — страсти, вожделения, пороки — и путём добродетелей, аскетизма, теургии, творчества стремиться к слиянию с Единым.
Восхождение к Единому, которое осуществляет человек, означает также преобразование собственной природы (трансмутацию, по терминологии герметизма). Сфера умопостигаемого не удалена из нашего непосредственного опыта, неотдельна от чувственно постигаемого. Основная задача на пути трансмутации — осознать близость Всеобщей души, Ума и Единого, научиться видеть мир не фрагментарно, но целостно, как проявление законов, универсальных всему и во всем. В сотериологическом плане это и означает познание своего подлинного внутреннего «я», носителя бессмертного начала.

## Влияние
В 529 году вышел запрет императора Юстиниана на деятельность философских школ. Юстиниан запретил изучение языческой философии и распустил платоновскую Академию в Афинах, бывшую последним оплотом языческого неоплатонизма. Платон, платонизм и связанный с ними оригенизм были преданы анафеме на Пятом Вселенском соборе. Платонизм и неоплатонизм были преданы анафеме также на двух Поместных Соборах в Византии (1076, 1351).
Однако идеи неоплатонизма не погибли вместе с крушением античного общества. Уже в конце античности неоплатонизм вступает в сложное взаимодействие с христианским, а затем с мусульманским и иудейским монотеизмом; оказывает значительное воздействие на развитие арабской философии (аль-Газали) и через исламский аристотелизм (Аль-Кинди, Аль-Фараби, Ибн Сина).
Христианский неоплатонизм в наиболее яркой форме проявился в Ареопагитиках, находящихся в очевидной зависимости от философии Прокла. В византийской философии идеи неоплатонизма получили большое распространение уже в период ранней патристики (IV в.) благодаря деятельности почитавших труды Оригена представителей т. н. каппадокийской школы — Василия Великого, Григория Назианзина и Григория Нисского, ставших на путь христианизации неоплатонизма. Большую роль в распространении идей неоплатонизма сыграл Максим Исповедник. В XI в. идеи неоплатонизма в более светской и рационалистической форме проводил Михаил Пселл.
Под влиянием неоплатонизма находился Августин Блаженный. Некоторые черты неоплатонизма можно наблюдать и у таких ортодоксальных философов католической церкви, как напр. Ансельм Кентерберийский. Пантеистический характер неоплатоническая традиция приобретает у философов шартрской школы.
От ортодоксально-католической линии резко отличается философская система Иоанна Скота Эриугены, который переводил Ареопагитики на латинский язык и широко использовал идеи неоплатонизма, впадая в прямой пантеизм. Неоплатонизм оказался главным теоретическим источником пантеизма в западной философии средневековья.
К концу средневековья сильное влияние неоплатонизма сказалось в немецкой мистике XIV—XV вв. (Мейстер Экхарт, Таулер, Сузо). Пантеистические и рационалистические тенденции неоплатонизма выявились у таких представителей философии Возрождения, как Николай Кузанский, Марсилио Фичино.
Большой шаг в сторону секуляризации неоплатонизма был сделан в итальянско-немецкой натурфилософии эпохи Возрождения (Парацельс, Кардано, Кампанелла и Бруно). О влиятельности неоплатонизма в XVII — начале XVIII вв. свидетельствует школа кембриджских платоников (Кедворт и др.). Немецкий идеализм конца XVIII — начала XIX вв. опирался на идеи неоплатонизма, особенно в лице Шеллинга, и Гегеля, который был первым историком философии, адекватно изложившим неоплатонизм в своей «Истории философии».
В Древней Руси концепции неоплатонизма были известны благодаря славянским переводам Ареопагитик, Диоптры Филиппа Монотропа («Пустынника») и других сочинений византийских авторов.
Воздействие неоплатонизма на идеализм XIX—XX вв. можно проследить прежде всего у таких русских философов, как В. С. Соловьёв, С. Н. Булгаков, С. Л. Франк, П. А. Флоренский. Неоплатонизм является центром философской системы А. Ф. Лосева. Неоплатонические элементы и тенденции прослеживаются и в ряде различных направлений современной философии.

## Комментарии
1. 1 2  Полина Ремес: «неоплатонизм относится к школе мысли, которая возникла примерно в 245 году н.э., когда человек по имени Плотин переехал [в] столицу Римской империи [и] начал преподавать свою интерпретацию философии Платона. Из объединения людей в Риме [...] возникла философская школа, которая демонстрирует достаточно оригинальности, чтобы считаться новой фазой платонизма»[53].
2. ↑  Самое раннее появление термина "неоплатонизм" относится к 1775 году в "Религиозных брошюрах: разное", том 8, стр. 6. опубликовано библиотекой Мичиганского университета[14].
3. 1 2  Этот термин впервые появился в 1827 году[48]. Согласно Стэнфордской энциклопедии по философии, термин неоплатонизм является изобретением европейской науки начала XIX века и указывает на склонность историков к разделению периодов в истории. «В данном случае термин предназначался для обозначения того, что Плотин положил начало новому этапу в развитии платонической традиции»[49].